# سارا قمی
سارا قمی مرزدشتی (زاده ۷ اسفند ۱۳۶۶) بازیکن فوتبال اهل ایران و عضو تیم ملی فوتبال زنان ایران است.
این بانوی فوتبالیست ملّی پوش، در ۷ اسفند ۱۳۶۶ در شهرستان خمام استان گیلان متولد شد. فوتبال پایه را از رده‌های نوجوانان و جوانان ملوان بندرانزلی آغاز کرد و به تیم بزرگسالان ملوان بندرانزلی راه یافت.
پست او مهاجم نوک است و با گل‌های فراوانی که در لیگ برتر فوتبال بانوان ایران برای تیمش به ثمر رسانده، توانست به تیم ملی فوتبال زنان ایران راه یابد. در تیم ملی پست او، هافبک چپ است.او در ۳ آذر سال ۱۳۹۹ باتیم ملی فوتبال خداحافظی کرد

## عملکرد باشگاهی

### ملوان بندر انزلی (۲۰۰۶–۲۰۱۵)
سارا قمی در اواخر سال ۸۳ به باشگاه فوتبال ملوان بندر انزلی پیوست و حدود ۱۲ سال برای این باشگاه بازی کرد که در دوران حضور او در این تیم، قمی موفق به کسب عنوان خانم گلی پنج دوره از لیگ برتر فوتبال بانوان شد. در پایان لیگ ۹۴–۹۵ در پی مشکلات مالی و بعدها جنجال‌هایی که بین مدیران باشگاه ملوان، سارا قمی (کاپیتان تیم ملوان) و مریم ایراندوست (سرمربی تیم ملوان) و سایر بازیکنان پیش‌آمد _ که نهایتاً سبب انحلال تیم ملوان شد _ سارا قمی برای اولین بار در دوران فوتبالی اش از تیم ملوان جدا شد.

### بازی و خانم گلی در لیگ عراق
در تعطیلات لیگ ایران (پس از اتمام لیگ ۹۴–۹۵) و در اولین دوره از لیگ فوتبال بانوان عراق که در کردستان عراق برگزار شد، سارا قمی به همراه چندی دیگر از بانوان فوتبالیست ایران توسط تیم‌های عراقی به خدمت گرفته شدند. در این مسابقات سارا قمی برای تیم «زیرفانی» عراق در ۴ بازی به میدان رفت و با زدن ۹ گل به عنوان خانم گلی این مسابقات رسید. تیم زیر فانی در این دوره به نایب قهرمانی رسید.

### شهرداری بم (۲۰۱۶-اکنون)
پس از مذاکرات انجام شده، نهایتاً سارا قمی به تیم پر افتخار شهرداری بم پیوست تا اولین فصل خود پس از جدایی از ملوان را در این تیم سپری کند. سارا قمی در این دوره نیز موفق ظاهر شد ولی برای اولین بار در پنج سال گذشته از کورس خانم گلی کنار گذاشته شد و به یازده گل بسنده کرد. قمی در مصاحبه‌ای اعلام کرد جدا شدن از ملوان و پیوستن به تیم جدیدش، شهرداری بم در جا ماندن او از خانم گلی تأثیرگذار بوده‌است.

## حضور در تیم ملی ایران

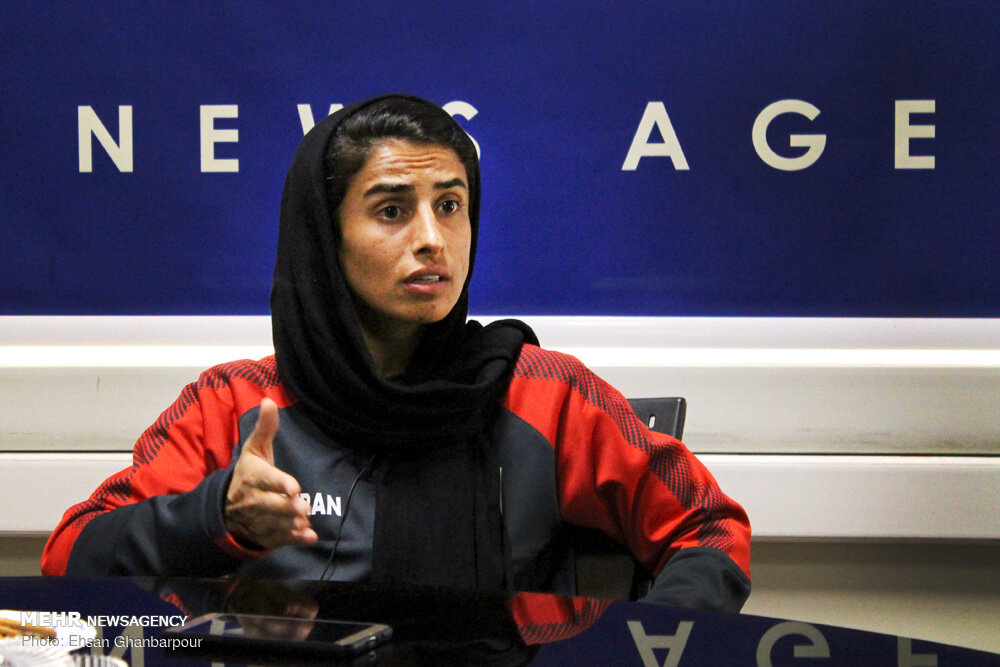
سارا قمی در سال ۲۰۱۹

سارا قمی نخستین بار در سال ۸۶ به تیم ملی دعوت شد. او تاکنون (اردیبهشت ماه سال ۱۳۹۶) ۳۵ بار (یا بیشتر) برای تیم ملی در میادین مختلف بازی کرده و موفق به ۲۳ بار (یا بیشتر) گلزنی برای تیم ملی ایران شده‌است.

### بازی دوستانهبا تیم ملی سوئد
او در بازی دوستانه ایران-سوئد که در اواخر مهرماه سال ۹۵ و در سوئد برگزار شد، برای تیم ملی ایران بازی کرد. قمی مدعی شده سرمربی تیم سوئد به دنبال جذب او بوده‌است.

### مقدماتیجام ملت‌های آسیا۲۰۱۸
در آخرین حضور تیم ملی بانوان در میادین بین‌المللی (فروردین ۹۶)، در مقدماتی جام ملت‌های آسیا و جام جهانی که ایران همگروه با ویتنام، مینمار سوریه و سنگاپور بود، قمی موفق شد ۳ بار برای ایران در این مسابقات گل بزند. (۲ گل به سنگاپور و ۱ گل به سوریه) هر چند ایران نتوانست از گروه خود صعود کند و حذف شد. همچنین او در بازی با سنگاپور از سوی AFC به عنوان بهترین بازیکن زمین انتخاب شد.

## بهترین گلزن لیگ بانوان
سارا قمی رکورد دار بیشترین گل زده در لیگ بانوان ایران است. او نخستین بار در سال ۸۸ به عنوان خانم گلی دست یافت؛ و پس از آن در سال‌های ۹۰ تا ۹۴، چهار بار متوالی این عنوان را بدست آورد. او در سال‌های حضورش در ملوان در ۱۳۳ بازی ۲۵۶ گل به ثمر رسانده و از این حیث رکورد دار است.
در تاریخ ۳ مرداد ۱۳۹۴ مراسم انتخاب بهترین‌های چهاردهمین دوره رقابت‌های فوتبال لیگ برتر باشگاه‌های کشور در سالن همایش‌های برج میلاد برگزار شد در این مراسم سارا قمی عنوان بهترین گلزن لیگ بانوان را با ۳۷ گل زده به دست آورد.
سارا قمی در پایان فصل ۹۵–۱۳۹۴ لیگ برتر فوتبال بانوان ایران، درحالی که به مقام خانم گلی این رقابت‌ها رسیده بود و موفق شده بود به همراه تیم ملوان، به عنوان نائب قهرمانی لیگ برتر دست یابد، با انتقادهای فراوان از مسئولین امر، از ملوان جدا شد و به تیم شهرداری بم پیوست.

## افتخارات

### در بخش تیمی
- ملوان:

نایب قهرمانی ۲۰۱۲–۲۰۱۳، ۲۰۱۳–۲۰۱۴، ۲۰۱۴–۲۰۱۵ و ۲۰۱۵–۲۰۱۶
- زیر فانی عراق:

نایب قهرمانی مسابقات دوره ۲۰۱۶
- شهرداری بم:

نایب قهرمانی ۲۰۱۶-۲۰۱۷

### در بخش انفرادی
- خانم گلی (برترین گلزن) لیگ ایران: ۲۰۰۹–۲۰۱۰، ۲۰۱۲–۲۰۱۳، ۲۰۱۳–۲۰۱۴، ۲۰۱۴–۲۰۱۵ و ۲۰۱۵–۲۰۱۶
- خانم گلی لیگ عراق در ۲۰۱۶[۴]

## انتخاب بهترین گل سال ۱۳۹۵
در تاریخ ۱۶ اسفند ماه ۱۳۹۵ در برنامه ۹۰ که از شبکه سه سیما پخش می‌شد در بخش انتخاب بهترین گل سال ۱۳۹۵، گل سارا قمی بازیکن تیم فوتبال شهرداری بم در لیگ برتر فوتبال بانوان ایران ۹۶–۱۳۹۵ در مقابل تیم آینده سازان میهن نجف آباد در بین گل‌های برتر سال قرار گرفت و به عنوان سئوال پیام کوتاهی برنامه ۹۰ مطرح شد و در انتهای برنامه از میان یک میلیون و ۶۰۳ هزار نفر شرکت‌کننده در نظرسنجی گل ساراقمی به عنوان سومین گل برتر سال ۱۳۹۵ انتخاب شد.